# Norberto Santana (Maler)
Norberto Santana (* 1943 in Santo Domingo) ist ein dominikanischer Maler.
Santana studierte an der Escuela Nacional de Bellas Artes und war einer der letzten Schüler Jaime Colsons. Er gehörte der Künstlergruppe El Puño an und war Professor an der  Escuela Nacional de Bellas Artes und der Universidad Autónoma de Santo Domingo. In Santo Domingo hatte er 1966–67 die erste von sechzehn Einzelausstellungen, und er nahm an mehr als 20 Gruppenausstellungen teil.
1970 vertrat er die Dominikanische Republik bei der Weltausstellung für junge Künstler in den USA. 1972 gewann er den dritten Preis beim Concurso Annual E. León Jimenes, 1974 den Premio Alpsaca und 1979 den Spezialpreis für Malerei bei der 14. Bienal Nacional de Arte Plásticas. Er schuf auch Wandgemälde für die Universidad Autónoma de Santo Domingo und das Auditorium der Banco Central. Das Museo de las Casas Reales widmete ihm 2006 die Ausstellung Obras Recientes.